# Wahlkreis Palermo – Settecannoli
Der Wahlkreis Palermo – Settecannoli war von 1993 bis 2007 und ist seit 2017 wieder ein Wahlkreis (italienisch collegio elettorale) für die Wahl der Abgeordnetenkammer.

## Von 1993 bis 2005

### Wahlkreisgebiet
Der Wahlkreis umfasste Teil der Gemeinde Palermo, d. h. die Stadtgliederungen (Quartieri) Oreto – Stazione, Settecannoli und Brancaccio – Ciaculli.

### Wahlergebnisse

#### Parlamentswahl 1994

##### Direktstimmen
| Kandidaten               | Kandidaten              | Parteien                                          | Stimmen | %    |
| ------------------------ | ----------------------- | ------------------------------------------------- | ------- | ---- |
|                          | Francesco Casciogewählt | Polo del Buon Governo (FI – AN – CCD – UdC – PLD) | 30.021  | 51,1 |
|                          | Pietro Folena           | Progressisti                                      | 21.242  | 36,2 |
|                          | Francesco Pipitone      | Patto per l’Italia                                | 5.123   | 8,7  |
|                          | Gaetano Mendola         | Partito Socialista Italiano                       | 2.340   | 4,0  |
| Gesamt                   | Gesamt                  | Gesamt                                            | 58.726  | 100  |
|                          |                         |                                                   |         |      |
| Ungültige Stimmen        | Ungültige Stimmen       | Ungültige Stimmen                                 | 8.435   | 12,6 |
| Wähler                   | Wähler                  | Wähler                                            | 67.161  | 76,0 |
| Wahlberechtigte          | Wahlberechtigte         | Wahlberechtigte                                   | 88.357  |      |
|                          |                         |                                                   |         |      |
| Quelle: Innenministerium |                         |                                                   |         |      |

##### Listenstimmen
| Parteien                           | Parteien                         | Parteien                         | Stimmen | %    |
| ---------------------------------- | -------------------------------- | -------------------------------- | ------- | ---- |
|                                    | Polo del Buon Governo            | Forza Italia                     | 21.886  | 37,8 |
| Alleanza Nazionale                 | Polo del Buon Governo            | 5.886                            | 10,2    |      |
| ↳ Gesamt                           | Polo del Buon Governo            | 27.772                           | 47,9    |      |
|                                    | Progressisti                     | La Rete                          | 13.125  | 22,7 |
| Partito Democratico della Sinistra | Progressisti                     | 5.055                            | 8,7     |      |
| Federazione dei Verdi              | Progressisti                     | 1.432                            | 2,5     |      |
| Alleanza Democratica               | Progressisti                     | 475                              | 0,8     |      |
| ↳ Gesamt                           | Progressisti                     | 20.087                           | 34,7    |      |
|                                    | Patto per l’Italia               | Partito Popolare Italiano        | 3.669   | 6,3  |
| Patto Segni                        | Patto per l’Italia               | 2.991                            | 5,2     |      |
| ↳ Gesamt                           | Patto per l’Italia               | 6.660                            | 11,5    |      |
|                                    | Lista Marco Pannella             | Lista Marco Pannella             | 1.976   | 3,4  |
|                                    | Partito Socialista Italiano      | Partito Socialista Italiano      | 889     | 1,5  |
|                                    | Solidarietà Occupazione Sviluppo | Solidarietà Occupazione Sviluppo | 398     | 0,7  |
|                                    | Mediterraneo                     | Mediterraneo                     | 77      | 0,1  |
|                                    | Socialdemocrazia                 | Socialdemocrazia                 | 61      | 0,1  |
| Gesamt                             | Gesamt                           | Gesamt                           | 57.920  | 100  |
|                                    |                                  |                                  |         |      |
| Ungültige Stimmen                  | Ungültige Stimmen                | Ungültige Stimmen                | 6.946   | 10,7 |
| Wähler                             | Wähler                           | Wähler                           | 64.866  | 73,4 |
| Wahlberechtigte                    | Wahlberechtigte                  | Wahlberechtigte                  | 88.357  |      |
|                                    |                                  |                                  |         |      |
| Quelle: Innenministerium           |                                  |                                  |         |      |

#### Parlamentswahl 1996

##### Direktstimmen
| Kandidaten               | Kandidaten              | Parteien            | Stimmen | %    |
| ------------------------ | ----------------------- | ------------------- | ------- | ---- |
|                          | Francesco Casciogewählt | Polo per le Libertà | 32.615  | 59,4 |
|                          | Bruno Di Maio           | L’Ulivo             | 22.265  | 40,6 |
| Gesamt                   | Gesamt                  | Gesamt              | 54.880  | 100  |
|                          |                         |                     |         |      |
| Ungültige Stimmen        | Ungültige Stimmen       | Ungültige Stimmen   | 9.831   | 15,2 |
| Wähler                   | Wähler                  | Wähler              | 64.711  | 72,3 |
| Wahlberechtigte          | Wahlberechtigte         | Wahlberechtigte     | 89.551  |      |
|                          |                         |                     |         |      |
| Quelle: Innenministerium |                         |                     |         |      |

##### Listenstimmen
| Parteien                                          | Parteien                                   | Parteien                                   | Stimmen | %    |
| ------------------------------------------------- | ------------------------------------------ | ------------------------------------------ | ------- | ---- |
|                                                   | Polo per le Libertà                        | Forza Italia                               | 23.995  | 43,6 |
| Alleanza Nazionale                                | Polo per le Libertà                        | 6.964                                      | 12,6    |      |
| CCD – CDU                                         | Polo per le Libertà                        | 2.397                                      | 4,4     |      |
| ↳ Gesamt                                          | Polo per le Libertà                        | 33.356                                     | 60,5    |      |
|                                                   | L’Ulivo                                    | Partito Democratico della Sinistra         | 5.891   | 10,7 |
| Popolari per Prodi (PPI – SVP – PRI – UD – Prodi) | L’Ulivo                                    | 2.882                                      | 5,2     |      |
| Rinnovamento Italiano                             | L’Ulivo                                    | 2.819                                      | 5,1     |      |
| Federazione dei Verdi                             | L’Ulivo                                    | 1.521                                      | 2,8     |      |
| ↳ Gesamt                                          | L’Ulivo                                    | 13.113                                     | 23,8    |      |
|                                                   | Partito della Rifondazione Comunista       | Partito della Rifondazione Comunista       | 4.082   | 7,4  |
|                                                   | Lista Pannella – Sgarbi                    | Lista Pannella – Sgarbi                    | 1.972   | 3,6  |
|                                                   | Noi Siciliani – Fronte Nazionale Siciliano | Noi Siciliani – Fronte Nazionale Siciliano | 1.112   | 2,0  |
|                                                   | Fiamma Tricolore                           | Fiamma Tricolore                           | 583     | 1,1  |
|                                                   | Rinnovamento                               | Rinnovamento                               | 391     | 0,7  |
|                                                   | Federalisti Liberali                       | Federalisti Liberali                       | 248     | 0,5  |
|                                                   | Partito Socialista                         | Partito Socialista                         | 233     | 0,4  |
| Gesamt                                            | Gesamt                                     | Gesamt                                     | 55.090  | 100  |
|                                                   |                                            |                                            |         |      |
| Ungültige Stimmen                                 | Ungültige Stimmen                          | Ungültige Stimmen                          | 9.629   | 14,9 |
| Wähler                                            | Wähler                                     | Wähler                                     | 64.719  | 72,3 |
| Wahlberechtigte                                   | Wahlberechtigte                            | Wahlberechtigte                            | 89.551  |      |
|                                                   |                                            |                                            |         |      |
| Quelle: Innenministerium                          |                                            |                                            |         |      |

#### Parlamentswahl 2001

##### Direktstimmen
| Kandidaten               | Kandidaten              | Parteien           | Stimmen | %    |
| ------------------------ | ----------------------- | ------------------ | ------- | ---- |
|                          | Giuseppe Fallicagewählt | Casa delle Libertà | 32.483  | 53,6 |
|                          | Maurizio Alesi          | L’Ulivo            | 18.682  | 30,8 |
|                          | Ludovico Sposito        | Democrazia Europea | 5.351   | 8,8  |
|                          | Nunzio Trinca           | Lista Emma Bonino  | 2.125   | 3,5  |
|                          | Giuseppe Mistretta      | Lista Di Pietro    | 1.962   | 3,2  |
| Gesamt                   | Gesamt                  | Gesamt             | 60.603  | 100  |
|                          |                         |                    |         |      |
| Ungültige Stimmen        | Ungültige Stimmen       | Ungültige Stimmen  | 6.605   | 9,8  |
| Wähler                   | Wähler                  | Wähler             | 67.208  | 73,9 |
| Wahlberechtigte          | Wahlberechtigte         | Wahlberechtigte    | 90.937  |      |
|                          |                         |                    |         |      |
| Quelle: Innenministerium |                         |                    |         |      |

##### Listenstimmen
| Parteien                       | Parteien                             | Parteien                               | Stimmen | %    |
| ------------------------------ | ------------------------------------ | -------------------------------------- | ------- | ---- |
|                                | Casa delle Libertà                   | Forza Italia                           | 27.742  | 46,3 |
| Alleanza Nazionale             | Casa delle Libertà                   | 3.989                                  | 6,7     |      |
| CCD – CDU                      | Casa delle Libertà                   | 3.056                                  | 5,1     |      |
| Nuovo PSI                      | Casa delle Libertà                   | 367                                    | 0,6     |      |
| ↳ Gesamt                       | Casa delle Libertà                   | 35.154                                 | 58,7    |      |
|                                | L’Ulivo                              | La Margherita (Dem – PPI – RI – Udeur) | 7.349   | 12,3 |
| Democratici di Sinistra        | L’Ulivo                              | 4.303                                  | 7,2     |      |
| Il Girasole (FdV – SDI)        | L’Ulivo                              | 888                                    | 1,5     |      |
| Partito dei Comunisti Italiani | L’Ulivo                              | 456                                    | 0,8     |      |
| ↳ Gesamt                       | L’Ulivo                              | 12.996                                 | 21,7    |      |
|                                | Democrazia Europea                   | Democrazia Europea                     | 5.191   | 8,7  |
|                                | Italia dei Valori                    | Italia dei Valori                      | 2.329   | 3,9  |
|                                | Partito della Rifondazione Comunista | Partito della Rifondazione Comunista   | 2.214   | 3,7  |
|                                | Lista Emma Bonino                    | Lista Emma Bonino                      | 1.667   | 2,8  |
|                                | Paese Nuovo                          | Paese Nuovo                            | 258     | 0,4  |
|                                | Abolizione Scorporo                  | Abolizione Scorporo                    | 72      | 0,1  |
| Gesamt                         | Gesamt                               | Gesamt                                 | 59.881  | 100  |
|                                |                                      |                                        |         |      |
| Ungültige Stimmen              | Ungültige Stimmen                    | Ungültige Stimmen                      | 7.327   | 10,9 |
| Wähler                         | Wähler                               | Wähler                                 | 67.208  | 73,9 |
| Wahlberechtigte                | Wahlberechtigte                      | Wahlberechtigte                        | 90.937  |      |
|                                |                                      |                                        |         |      |
| Quelle: Innenministerium       |                                      |                                        |         |      |

## Von 2017 bis 2020

### Wahlkreisgebiet
Der Wahlkreis umfasste Teil der Gemeinde Palermo, d. h. die Stadtgliederungen (Quartieri) Brancaccio – Ciaculli, Cuba – Calatafimi, Mezzomonreale – Villatasca, Oreto – Stazione, Montegrappa – Santa Rosalia, Settecannoli und Villagrazia – Falsomiele.

### Wahlergebnisse

#### Parlamentswahl 2018
| Kandidaten               | Kandidaten                 | Stimmen | %    | Listen                               | Stimmen | %    |
| ------------------------ | -------------------------- | ------- | ---- | ------------------------------------ | ------- | ---- |
|                          | Roberta Alaimogewählt      | 49.638  | 48,7 | Movimento 5 Stelle                   | 49.638  | 48,7 |
|                          | Antonio Antinoro           | 34.074  | 33,4 | Forza Italia                         | 23.820  | 23,4 |
| Lega per Salvini Premier | Antonio Antinoro           | 34.074  | 33,4 | 5.078                                | 5,0     |      |
| Noi con l’Italia – UDC   | Antonio Antinoro           | 34.074  | 33,4 | 2.725                                | 2,7     |      |
| Fratelli d’Italia        | Antonio Antinoro           | 34.074  | 33,4 | 2.451                                | 2,4     |      |
|                          | Silvio Moncada             | 11.600  | 11,4 | Partito Democratico                  | 10.053  | 9,9  |
| +Europa                  | Silvio Moncada             | 11.600  | 11,4 | 1.059                                | 1,0     |      |
| Italia Europa Insieme    | Silvio Moncada             | 11.600  | 11,4 | 290                                  | 0,3     |      |
| Civica Popolare          | Silvio Moncada             | 11.600  | 11,4 | 198                                  | 0,2     |      |
|                          | Filippo Occhipinti         | 3.430   | 3,4  | Liberi e Uguali                      | 3.430   | 3,4  |
|                          | Ivano Infantino            | 1.337   | 1,3  | Il Popolo della Famiglia             | 1.337   | 1,3  |
|                          | Pietro Milazzo             | 764     | 0,7  | Potere al Popolo!                    | 764     | 0,7  |
|                          | Antonina Impellizzeri      | 355     | 0,3  | Italia agli Italiani (FN – FT)       | 355     | 0,3  |
|                          | Martino Alessandro Tabbita | 308     | 0,3  | CasaPound Italia                     | 308     | 0,3  |
|                          | Emilia Calabria            | 249     | 0,2  | Partito Comunista                    | 249     | 0,2  |
|                          | Giovanna Pedroni           | 137     | 0,1  | Lista del Popolo per la Costituzione | 137     | 0,1  |
| Gesamt                   | Gesamt                     | 101.892 | 100  |                                      | 101.892 | 100  |
|                          |                            |         |      |                                      |         |      |
| Ungültige Stimmen        | Ungültige Stimmen          | 4.112   | 3,9  |                                      |         |      |
| Wähler                   | Wähler                     | 106.004 | 58,0 |                                      |         |      |
| Wahlberechtigte          | Wahlberechtigte            | 182.683 |      |                                      |         |      |
|                          |                            |         |      |                                      |         |      |
| Quelle: Innenministerium |                            |         |      |                                      |         |      |

## Seit 2020

### Wahlkreisgebiet
| Wahlkreise – Camera dei deputati – Autonome Region Sizilien | Wahlkreise – Camera dei deputati – Autonome Region Sizilien | Wahlkreise – Camera dei deputati – Autonome Region Sizilien                                                                                   |
| Provinz                                                     | Provinz                                                     | Gemeinden nach Provinzen ⮞ Wahlkreis |
| ----------------------------------------------------------- | ----------------------------------------------------------- | --- |
|                                                             | Metropolitanstadt Catania (58 Gemeinden)                    | 9 ⮞ Wahlkreis Catania 34 ⮞ Wahlkreis Acireale 15 ⮞ Wahlkreis Ragusa                                                                           |
|                                                             | Metropolitanstadt Messina (108 Gemeinden)                   | 48 ⮞ Wahlkreis Messina 60 ⮞ Wahlkreis Barcellona Pozzo di Gotto                                                                               |
|                                                             | Metropolitanstadt Palermo (82 Gemeinden)                    | 1 + Teil Palermos ⮞ Wahlkreis Palermo – Settecannoli 21 + Teil Palermos ⮞ Wahlkreis Palermo – Resuttana – San Lorenzo 59 ⮞ Wahlkreis Bagheria |
|                                                             | Provinz Agrigent (43 Gemeinden)                             | 36 ⮞ Wahlkreis Agrigent 7 ⮞ Wahlkreis Gela |
|                                                             | Provinz Caltanissetta (22 Gemeinden)                        | 21 ⮞ Wahlkreis Gela 1 ⮞ Wahlkreis Ragusa |
|                                                             | Provinz Enna (20 Gemeinden)                                 | alle ⮞ Wahlkreis Barcellona Pozzo di Gotto |
|                                                             | Provinz Ragusa (12 Gemeinden)                               | alle ⮞ Wahlkreis Ragusa |
|                                                             | Provinz Syrakus (21 Gemeinden)                              | alle ⮞ Wahlkreis Syrakus |
|                                                             | Provinz Trapani (24 Gemeinden)                              | alle ⮞ Wahlkreis Marsala |

Der Wahlkreis umfasst 2 Gemeinden: Teil der Gemeinde Palermo, d. h. die Stadtgliederungen (Quartieri) Altarello, Brancaccio – Ciaculli, Cuba – Calatafimi, Libertà, Malaspina – Palagonia, Mezzomonreale – Villa Tasca, Montegrappa – Santa Rosalia, Noce, Oreto – Stazione, Palazzo Reale – Monte di Pietà, Politeama, Settecannoli, Tribunali – Castellammare, Uditore – Passo di Rigano, Villagrazia – Falsomiele und Zisa, sowie die Gemeinde Ustica.

### Wahlergebnisse

#### Parlamentswahl 2022
| Kandidaten                          | Kandidaten              | Stimmen | %    | Listen                                                  | Stimmen | %    |
| ----------------------------------- | ----------------------- | ------- | ---- | ------------------------------------------------------- | ------- | ---- |
|                                     | Davide Aiellogewählt    | 64.154  | 35,9 | Movimento 5 Stelle                                      | 64.154  | 35,9 |
|                                     | Gabriella Giammanco     | 50.378  | 28,2 | Fratelli d’Italia                                       | 29.256  | 16,4 |
| Forza Italia                        | Gabriella Giammanco     | 50.378  | 28,2 | 14.111                                                  | 7,9     |      |
| Lega per Salvini Premier            | Gabriella Giammanco     | 50.378  | 28,2 | 5.890                                                   | 3,3     |      |
| Noi Moderati                        | Gabriella Giammanco     | 50.378  | 28,2 | 1.121                                                   | 0,6     |      |
|                                     | Erasmo Palazzotto       | 36.848  | 20,6 | Partito Democratico – Italia Democratica e Progressista | 25.803  | 14,4 |
| Alleanza Verdi e Sinistra           | Erasmo Palazzotto       | 36.848  | 20,6 | 5.027                                                   | 2,8     |      |
| +Europa                             | Erasmo Palazzotto       | 36.848  | 20,6 | 4.590                                                   | 2,6     |      |
| Impegno Civico – Centro Democratico | Erasmo Palazzotto       | 36.848  | 20,6 | 1.428                                                   | 0,8     |      |
|                                     | Igor Gelarda            | 11.064  | 6,2  | Sud chiama Nord                                         | 11.064  | 6,2  |
|                                     | Giuseppe Alessi         | 10.052  | 5,6  | Azione – Italia Viva                                    | 10.052  | 5,6  |
|                                     | Alessandro D’Alessandro | 2.154   | 1,2  | Italia Sovrana e Popolare                               | 2.154   | 1,2  |
|                                     | Giuseppa Rita Militello | 2.151   | 1,2  | Italexit per l’Italia                                   | 2.151   | 1,2  |
|                                     | Piera Aiello            | 2.086   | 1,2  | Unione Popolare                                         | 2.086   | 1,2  |
| Gesamt                              | Gesamt                  | 178.887 | 100  |                                                         | 178.887 | 100  |
|                                     |                         |         |      |                                                         |         |      |
| Ungültige Stimmen                   | Ungültige Stimmen       | 11.558  | 6,1  |                                                         |         |      |
| Wähler                              | Wähler                  | 190.445 | 54,6 |                                                         |         |      |
| Wahlberechtigte                     | Wahlberechtigte         | 348.953 |      |                                                         |         |      |
|                                     |                         |         |      |                                                         |         |      |
| Quelle: Innenministerium            |                         |         |      |                                                         |         |      |